# Mannhausen
Mannhausen este o comună din landul Saxonia-Anhalt, Germania.